# 线粒体融合
线粒体融合是线粒体之间相互合并的过程，在真核细胞持续进行并受到高度调控。线粒体融合对线粒体正常功能的发挥具有非常重要的作用。在融合过程中，线粒体之间可以进行线粒体DNA（mtDNA）的交换，以修复衰老和环境因素导致的DNA损伤或基因突变。人类细胞需要通过线粒体融合的互补作用来抵抗衰老；酵母菌细胞线粒体融合发生障碍会引起呼吸链缺陷。线粒体间的融合需在一种分子量约为800kDa的蛋白质复合物——“融合装置”（fision machinery）的介导下进行，该过程可大致分为四个步骤：锚定、外膜融合、内膜融合以及基质内含物融合。
线粒体融合与线粒体分裂一般保持动态平衡，这种平衡对维持线粒体正常的形态、分布和功能十分重要。融合异常会导致线粒体形态延长，进而影响线粒体的功能。融合活动异常的线粒体膜电位通常会降低，并最终经线粒体自噬作用清除。